# Mintmints
mintmints（ミントミンツ）は、日本のハードロックバンド。

## 略歴
- 2009年4月30日、EARTHSHAKERのギタリスト石原"SHARA"愼一郎がギターソロプロジェクトとして『white mints』発売。同年5月～6月のツアーを期に、FOLKROCKS・天月等の向山テツ(Dr)、RIDER CHIPSの寺沢功一(Ba)、SHOW-YAの五十嵐✩sun-go✩美貴(Gt)の4人でバンドとしてスタート、以降、毎年精力的にライブ、ツアーをこなす。
- 2009年12月10日、Tourファイナルを収録したLIVE DVD『SHARA vs MARCY LIVE DVD 白盤』発売。
- 2010年10月12日、2nd Album『Splash』発売。
- 2012年9月13日、3rd Album『Love＆mints』発売。
- 2013年5月22日、SHARAの初SoloAlbum『SHARA』発売。
- 結成5周年になる2014年6月から5th Anniversary Tourを行った。
- 2014年9月11日、4th Album『HELL TRAIN』発売。

## メンバー
- Guitars : 石原"SHARA"愼一郎
- Guitars : 五十嵐"sun-go"美貴
- Bass : 寺沢"tera-chin"功一
- Drums : 向山"TETSU"テツ

## Discography

### CD
1. whitemints (2009年) 1st album
2. Splash (2011年) 2nd album
3. Love & mints (2012年) 3rd album
4. HELL TRAIN (2014年) 4th album

### DVD
1. 白盤 (2009年)
2. Talk mints (2014年)

### 他収録CD
1. SHARA「SHARA」 (2013年)　新曲・リテイク・Live6曲収録
SHARA名義石原愼一郎ソロアルバム。

## MUSIC VIDEO
- MV 『TWIN』
- MV 『Coral』
- MV 『Travelling』
- LIVE 『BAKUON』